# Sthenognatha gentilis
Sthenognatha gentilis là một loài bướm đêm thuộc phân họ Arctiinae, họ Erebidae.